# Головань, Алексей Иванович
Алексей Иванович Головань (род. 2 февраля 1966, Дубна, Московская область, СССР) — российский правозащитник, общественный и государственный деятель.
Первый уполномоченный по правам ребёнка в городе Москве (6 февраля 2002 — 1 сентября 2009). Первый уполномоченный при Президенте Российской Федерации по правам ребёнка (1 сентября — 26 декабря 2009).

## Биография

### Образование
- В 1989 году окончил Московский инженерно-физический институт.
- В 1993 году окончил Институт молодёжи по специальности «Социальная работа».
- В 2000 году окончил Московскую государственную юридическую академию по специальности «Юриспруденция».

### Деятельность
- С 11 сентября 1989 года по 1 октября 1991 года — инспектор бюро по общественной опеке и попечительству в Советском детском фонде им. В. И. Ленина
- С 4 февраля 1991 года — специалист 1 категории в Советском детском фонде им. В. И. Ленина. Занимался проблемами воспитанников детских государственных учреждений для детей-сирот и детей, оставшихся без попечения родителей, оказавшихся в трудных жизненных ситуациях.
- C 1 октября 1991 года по н. в. — исполнительный директор региональной общественной организации "Благотворительный центр «Соучастие в судьбе»[1].
- С 6 февраля 2002 года по 1 августа 2009 года — уполномоченный по правам ребёнка в городе Москве.
- С 2004 года по 2013 год[2] — член Совета при президенте Российской Федерации по содействию развитию институтов гражданского общества и правам человека.
- С 29 марта 2005 года по 26 декабря 2009 года — председатель Ассоциации уполномоченных по правам ребёнка в субъектах Российской Федерации.
- С 1 сентября по 26 декабря 2009 года — уполномоченный при Президенте Российской Федерации по правам ребёнка.
- С 2012 года — член Московской Хельсинкской группы[3].

## Уполномоченный при президенте России по правам ребёнка
1 сентября 2009 года президент Д. А. Медведев, в соответствии с международными обязательствами России, создал институт уполномоченного при Президенте Российской Федерации по правам ребёнка и назначил на этот пост Алексея Голованя. К тому времени Головань уже более семи лет проработал в качестве уполномоченного по правам ребёнка города Москвы.
К началу декабря 2009 года Головань уже создал в своём новом аппарате специальную экспертную группу по подготовке Национального плана действий в интересах детей, рассчитанного на следующие пять лет. Головань также активно работал в Совете при президенте по содействию развитию институтов гражданского общества и правам человека, в Межведомственном московском городском совете по борьбе с детской беспризорностью и безнадзорностью и ряде других объединений, а также традиционно представлял Россию на международном уровне.

## Отставка
Через четыре месяца работы на посту уполномоченного Головань был освобождён от должности «по собственному желанию», а на его место был назначен Павел Астахов. Обозреватели отмечали, что до своей отставки Головань «меньше всего производил впечатление человека, собирающегося менять работу: много работал, охотно делился планами на будущее» и выражали удивление его решением уйти в отставку.
Президент Д. А. Медведев, назначивший Павла Астахова на пост омбудсмена, в октябре 2011 года напомнил Астахову о беседе перед его назначением: 

 «Когда я Вас позвал перед назначением на должность уполномоченного по правам ребёнка <…> Я на Вас смотрел и думал: „Вот зачем ему это надо?“ Обеспеченный человек, с хорошими связями, умеющий зарабатывать деньги, во всех отношениях востребованный, а хочет заниматься самой тяжёлой проблемой. Вы знаете, хочу Вам сказать, что Вы абсолютно точно нащупывали правильный способ решения этих задач — Вы привлекаете к ним общественное внимание. И Вас стали бояться. Это неплохо, особенно в условиях нашей страны. Это не просто приезд какого‑то чиновника, близкого к Кремлю или из Кремля, а приезд человека, который реально занимается детьми.». 
Новость об отставке Голованя прокомментировали многие общественные деятели и руководители различных структур, непосредственно работавшие с омбудсменом. Председатель Совета при президенте России по содействию развитию институтов гражданского общества и правам человека Элла Памфилова, признала, что эта новость «вызывает не просто недоумение — шок. Не могу даже предположить, что его заставило написать такое заявление», — сказала Памфилова. Эксперт комитета Госдумы по делам женщин, семьи и детей Галина Семья, член попечительского совета региональной общественной организации «Благотворительный центр „Соучастие в судьбе“», после отставки Голованя сказала журналистам, что 

 «Другой кандидатуры на должность федерального омбудсмена просто не существует. Человек был на своем месте. Подобной кандидатуры ни по опыту, ни по знаниям, ни по связям международным, ни по связям внутри России нет». 
«Не вижу человека, который был бы на этом месте более профессионален и уместен, чем Алексей Головань», — заявила в СМИ директор фонда «Здесь и сейчас» Татьяна Тульчинская. Даже в Администрации президента после отставки Голованя признали, что он «очень соответствовал поставленным задачам».
Сам Алексей Головань отказался от комментариев, сказав только, что отставка — это его «личное желание».

## Награды
- Нагрудный знак «Почётный работник Минтруда России» (14 мая 2002 года).
- Нагрудный знак «За милосердие и благотворительность» (Министерство образования Российской Федерации, 30 июля 2003 года).
- Благодарность Президента Российской Федерации (30 апреля 2008 года) — за большой вклад в развитие институтов гражданского общества и обеспечение защиты прав и свобод человека и гражданина[10].